# Microstoma microstoma
El bocachica o argentina delgada es la especie Microstoma microstoma, un pez marino de la familia microstomátidos.

## Anatomía
La longitud máxima descrita es de 21 cm, sin espinas en las aletas y el cuerpo color plateado, más oscuro cerca de la cola. Vejiga natatoria ligeramente coloreada, adultos más plateado.

## Distribución y hábitat
Es un pez marino mesopelágico y batipelágico de aguas profundas. Probablemente tenga una distribución muy amplia por todos los mares y océanos tropicales y subtropicales, aunque más comprobado en el sur y este del océano Pacífico, así como en el océano Atlántico, incluidos el oeste del mar Mediterráneo, mar Caribe y golfo de México. Generalmente solitario, probablemente se alimenta de zooplancton, desova todo el año en el Mediterráneo pero más en invierno.